# Мирдат IV
Мирдат IV (груз. მირდატ IV; вторая половина IV — начало V века) — царь Иберии (409—411) из династии Хосроидов.

## Биография
Основным историческим источником о жизни царя Мирдата IV является свод средневековых грузинских летописей «Картлис цховреба».
Мирдат был сыном царя Вараз-Бакура III и его второй жены, неизвестной по имени дочери принца Трдата. В момент смерти отца в 394 году сыновья Вараз-Бакура, Мирдат и его единокровный брат Фарсман, были ещё малолетними детьми. Поэтому новым монархом Иберии стал дед Мирдата Трдат. О следующих пятнадцати годах жизни Мирдата ничего неизвестно. В этот период времени правителями Иберии были сначала Трдат, а после его смерти в 406 году — брат Мирдата Фарсман IV. Когда последний скончался в 409 году, Мирдат сам взошёл на царский престол.
В отличие от двух предшественников Мирдата IV на троне Иберии, грузинские летописи удостаивают этого царя весьма нелестной характеристики, сообщая, что он был «слаб в соблюдении веры» и не уделял должного внимания строительству христианских церквей. Его гордость и надменность привели к разрыву союзных отношений между Иберией и Византийской империей, а недальновидное игнорирование угроз правителя Сасанидского Ирана шаха Йездегерда I — к вторжению в его владения большого персидского войска. Понадеявшись на свой полководческий талант, Мирдат IV выступил против врагов с малочисленным войском и, несмотря на личное мужество, потерпел тяжёлое поражение в сражении. По сведениям «Жизни Вахтанга Горгасала» Джуаншера Джуаншериани, Мирдат, пленённый персидским военачальником, был отвезён победителями в Ктесифон и там вскоре скончался. Иберийское царство было разорено персами, а членам царской семьи пришлось искать убежище в отдалённом поселении в землях Кахетии.
Новым правителем Иберии стал Арчил, единственный сын Мирдата IV и царицы Ануши.